# Aspect statique
L'aspect statique est un aspect qui s'oppose à l'aspect dynamique. Un verbe statique pose simultanément dans le temps les limites initiale et finale de son procès.
D'après Zeno Vendler, il existe deux types de verbes. Les verbes statiques, pour que leurs procès se réalisent, n'impliquent ni ne présupposent rien. Ainsi aimer ne présuppose pas d'avoir aimé.
Au contraire, les verbes contenant l'aspect dynamique portent en eux une présupposition ou une implication. Les aspects dynamiques sont l'aspect perfectif et l'aspect imperfectif :
- Sortir contient l'aspect dynamique perfectif car il présuppose être à l'intérieur.
- Manger contient l'aspect dynamique imperfectif car il implique avoir mangé (même très peu).

Exemple de verbes contenant l'aspect statique :  avoir, être, connaître, savoir, ignorer, aimer, croire (mais non demeurer, rester ou devenir).
Exemple de verbes contenant l'aspect dynamique :
- perfectifs : mourir, naître, sortir, entrer.
- imperfectifs : chanter, travailler, mourir d'envie, sortir son chien, sortir en boîte.